# Виторија (Шпанија)
Виторија (шп. Vitoria) или на баскијском, Гастеиз (баск. Gasteiz) град је на северу Шпаније, који се налази у аутономној заједници Баскији , и главни је град покрајине Алава. Налази се на важној раскрсници путева у протоку саобраћаја на полуострву у правцу север-југ и представља природни излаз са севера на Медитеран. Други је по величини град у Баскији по број становника. Налази се у савршено округлој долини и окружена је планинама са свих страна.

## Становништво
Према процени, у граду је 2015. живело 243.918 становника.

| 1970.   | 1981.   | 1989.   | 1991.   | 2001.   | 2002.   | 2011.   | 2015.   |
| ------- | ------- | ------- | ------- | ------- | ------- | ------- | ------- |
| 132.963 | 189.533 | 206.116 | 206.116 | 216.852 | 216.852 | 240.753 | 243.918 |

## Партнерски градови
- Кутаиси
- Виторија
- Ангулем
- Кого
- Анахајм
- Sullana